# Старший солдат
Старший солдат (азерб. Baş əsgər, укр. Старший солдат) — высшее воинское звание солдатского (рядового) состава в Вооруженных силах Азербайджана и Вооруженных силах Украины. Раньше это воинское звание носило название «ефрейтор». Звание старшего солдата выше звания солдата и ниже младшего сержанта. Вместе со званием солдата относится к рядовому составу армии.
В ВМС Украины званию старшего солдата соответствует звание старший матрос.

## Галерея

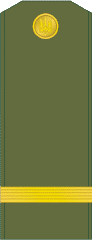
Погон старшего солдата сухопутных войск
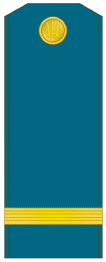
Погон старшего солдата ВВС